# Anthony Forde (darter)
Anthony Forde (Bridgetown, 6 juli 1962) is een Barbadiaanse darter die actief was op toernooien van de WDF en PDC.

## Carrière
In 2004 won Forde de Caribbean and South American Masters. Daarmee kwalificeerde hij zich voor het PDC World Darts Championship van 2005, waarop de Canadees John Verwey in de voorronde te sterk was.
In 2007 zegevierde de Barbadiaan ten koste van de uit Trinidad en Tobago afkomstige Vivekanand Dyal opnieuw op de Caribbean and South American Masters, waardoor hij mocht aantreden op het PDC World Darts Championship van 2008. In de voorronde wist Forde van de Japanner Akihiro Nagakawa te winnen, waarna hij niet in staat was om regerend wereldkampioen Raymond van Barneveld te verslaan in de eerste ronde.
Forde wist in 2009 opnieuw de finale van de Caribbean and South American Masters te bereiken, maar ditmaal zette de Guyanees Norman Madhoo hem de voet dwars.
Bij de WDF was Forde in 2011 in staat om Tony O'Shea te verslaan op de WDF World Cup. Daarna riep Antonio Muñoz-Ramos hem een halt toe.
Bij diezelfde dartbond was Forde in 2018 finalist op de Americas Cup. De van de Bahama's afkomstige Robin Albury was tijdens de eindstrijd de sterkere speler.

## Resultaten op wereldkampioenschappen

### PDC
- 2005: Laatste 48 (verloren van  John Verwey met 2-3 in sets)[2]
- 2008: Laatste 64 (verloren van  Raymond van Barneveld met 0-3 in legs)[6]

### WDF

#### World Cup
- 2011: Laatste 64 (verloren van  Antonio Muñoz-Ramos met 1–4)[10]
- 2013: Laatste 128 (verloren van  Tinus Grobbelaar met 0–4)[10]